# Spongicola levigatus
Spongicola levigatus is een tienpotigensoort uit de familie van de Spongicolidae. De wetenschappelijke naam van de soort is voor het eerst geldig gepubliceerd in 1987 door Hayashi & Ogawa.